# Brief an Breshnev
Brief an Breshnev (auch bekannt als Brief an Breschnew, Schöne Küsse aus Liverpool) ist eine britische Filmkomödie aus dem Jahr 1985 über die Liebe eines jungen Mädchens zu einem sowjetischen Matrosen zur Zeit des Kalten Krieges. Die romantische Komödie wirft auch einen schonungslosen Blick auf die desolate Situation der Arbeiterklasse im Liverpool der 1980er-Jahre während der Amtszeit von Premierministerin Margaret Thatcher.

## Handlung
Teresa und Elaine, zwei junge Frauen aus Kirkby (Merseyside), einem trostlosen Vorort von Liverpool, wollen sich im Nachtleben Liverpools amüsieren, um ihrer eintönigen Tätigkeit in einer Hühnchen-Fabrik bzw. der Arbeitslosigkeit und ihrem Elternhaus zu entfliehen. In einer Pinte versuchen zwei ältere Geschäftsmänner, Dmitri und Rayner, die Mädchen abzuschleppen. Teresa stiehlt Dmitri seine prall gefüllte Geldbörse. Nach ihrer turbulenten Flucht vor den Männern besuchen sie den Nachtclub „The State“. Dort lernen sie die russischen Seeleute Sergei und Peter kennen und freunden sich mit ihnen an. Zum Ende der Nacht mieten sie zwei Hotelzimmer von dem Geld, das sie am Anfang der Nacht gestohlen hatten. Während Teresa mit Sergei, der kaum Englisch versteht, Sex hat, verbringt Elaine mit Peter im Zimmer nebenan eine romantische Nacht, in der sie sich nur küssen und miteinander reden. Den nächsten Tag verbringen die beiden in Liverpool, wobei sie sich besser kennenlernen und Peter Elaine ein Medaillon schenkt, das von seinem Großvater stammt. Als Peter am Abend zurück auf sein Schiff muss, küssen sie sich durch das Drahtgitter der Absperrung, und Peter erklärt Elaine, dass er sie liebt und heiraten möchte.
Elaine schreibt Peter Liebesbriefe, ohne eine Antwort zu erhalten. Sie vermutet, dass die Post eventuell in der Sowjetunion von den Behörden abgefangen wird. Ihre Kontaktversuche über die britische Botschaft bleiben ebenso erfolglos. Teresa schlägt ihr schließlich vor, einen Brief direkt an Leonid Breschnew, den Vorsitzenden des Präsidiums des Obersten Sowjets und Staatsoberhaupt der UdSSR, zu schreiben.
Zu ihrer Überraschung erhält Elaine als Antwort auf ihren Brief Flugtickets und ein Visum. Ihre Eltern wollen sie von ihrer Reise abbringen. Auch ein britischer Regierungsvertreter, der ihr die Nachteile der Reise und einer eventuellen Ausbürgerung erläutert, kann sie nicht überzeugen. Zum Ende des Gespräches präsentiert er Elaine sogar ein Foto von Peter, das diesen vermeintlich mit seiner Ehefrau zeigt.
Elaine ist zunächst verzweifelt und ratlos, entschließt sich dann aber doch zur Reise, um sich selbst ein Bild zu machen und ihre Liebe zu finden. Der Film endet mit Elaines Flug nach Russland.

## Produktion
Drehbuchautor Frank Clarke schrieb mit Letter to Brezhnev einen Film, der die aus dem „allgegenwärtigen Schatten des Kalten Krieges [...] resultierende tiefe Kälte“ auf die Leinwand bringen sollte. Die Umsetzung sollte mit lokalen Schauspielern erfolgen unter bewusster Verwendung des Merseysider Dialekts. Nachdem das Drehbuch von allen Fernsehsendern abgelehnt wurde, adaptierte Clarke das Drehbuch für das Unity Theatre in Liverpool, wo es 1983 an zwei Tagen unter der Regie von Chris Bernard aufgeführt wurde. Getragen vom Erfolg Stückes entstand in der Folge mit Hilfe von Geld- und Sachspenden der Film. Dabei mussten die Dreharbeiten unterbrochen werden, um Finanzierungslücken zu schließen. Alle Mitarbeiter akzeptierten die Rückstellung ihrer Gagen bis zum Verkauf des fertigen Films an Channel 4.
Am 30. August 1985 wurde der Film auf den Internationalen Filmfestspielen von Venedig uraufgeführt. Am 22. Juni 1986 folgte die deutsche Premiere auf dem Filmfest München. Regulär in den deutschen Kinos startete er am 9. Oktober 1986.
Das britische Musiklabel London Records brachte 1985 eine LP mit dem Soundtrack heraus.

## Kritik
Der mit geringem Budget produzierte Film erhielt überwiegend positive Kritiken. Mit seiner schonungslosen Darstellung des Alltagslebens britischer Arbeiterinnen in den 80er Jahren während der Thatcher-Ära gehört er zum New British Cinema.
Sean Walsh vom Magazin The Critic schrieb: „Clarkes Politik ist deutlich sichtbar. Er lädt uns ein, die Vorstellung zu hegen, dass es nicht Peter ist, der in Sowjetrussland eingesperrt ist, sondern Elaine, die von der Armut, der Langeweile und den Vorurteilen ihrer häuslichen Situation gefangen gehalten wird. Am Ende ist es Elaine, die sich befreien kann, indem sie das Risiko eingeht, Liverpool zu verlassen und in Russland nach dem zu suchen, was sie erwartet.“
Rita Aresta vom Magazin VultureHound bemerkte, dass das Leben in der Sowjetunion zwar nicht dargestellt werde, es werde aber gesagt, dass es dort Beschäftigungsmöglichkeiten gäbe. Aresta meinte dazu: „Solche romantischen Vorstellungen vom Leben in der Sowjetunion waren zu dieser Zeit keineswegs selten, insbesondere an einem Ort wie dem deprimierenden Liverpool der frühen 80er Jahre. In gewisser Weise ist dieser Film fast kommunistische Propaganda, da er uns zeigt, wie die britische Regierung ihre eigene Propaganda gegen die Sowjetunion aufbaute.“
Roger Ebert schrieb in seiner Rezension 1986: „Brief an Breschnew ist stark, weil er einfach ist. Es geht überhaupt nicht wirklich um Romantik. Es geht darum, wie Idealismus ein Weg sein kann, dem Rattenrennen zu entkommen. Es geht um eine junge Frau mit dem Mut, etwas Dramatisches zu versuchen, um aus der Falle auszubrechen, in der sie sich befindet. Es geht auch um eine schöne neue Tradition im britischen Filmemachen, in der die Helden gewöhnliche Menschen sind, die mit Liebe gesehen werden.“
Walter Goodman von der New York Times meinte: „Was der kleinen Geschichte ihre besondere Qualität verleiht, ist das Gefühl von Liverpool, das der Regisseur Chris Bernard gekonnt in Szene setzt. Der Beat ist stark in den Bars, in denen die Mädchen auf ein billiges Getränk und mit etwas Glück ein paar vorzeigbare Männer treffen. Sie besprechen ihre Pläne in einer Toilettenkabine, eine Szene, die, wie ein Großteil dieses Films, ungewöhnlich explizit und harmlos natürlich ist.“
Auch der Filmdienst hob die Milieugenauigkeit hervor und nannte den Film ein „Modernes Märchen um die Macht der Träume und Liebe, die alle Barrieren überwinden kann.“ Nicht jeder Rezensent lobte allerdings die märchenhafte, einfache Machart. So schrieb Bernhard Thür 1989 in seinem Artikel Der Jugendfilm im neuen britischen Kino für die Kinder- und Jugendfilm Korrespondenz: „Chris Bernard inszeniert, offenbar unbelastet von Filmkunstansprüchen und ohne Berührungsängste zu trivialen Stilmitteln, eine naive Welt, in der sich gut und böse, falsch und richtig deutlich trennen lassen: die tugendhafte Elaine und die sündige Teresa, der idealistische Pjotr und sein animalischer Kollege Sergei, das schreckliche Liverpool und der verheißungsvolle, mysteriöse Osten. Möglicherweise ist es diese einfache Dramaturgie, auf die der überraschende Erfolg der Low-Budget-Produktion zurückzuführen ist. Brief an Breschnew, ein Film, der dem Zuschauer dieselben Chancen bietet, wie sie Elaine für sich gesehen hat: ‚Ich hatte einen Traum … ich hab mich da reinfallen lassen, und darum dreht sich doch letzten Endes alles, oder?‘“

## Auszeichnungen
Alexandra Pigg wurde bei den British Academy Film Awards 1986 als Beste Hauptdarstellerin für ihre Rolle als Elaine nominiert. Margi Clarke und Alexandra Pigg erhielten den Evening Standard British Film Award in der Kategorie „Vielversprechendste Nachwuchsleistung“.

## Trivia
Peter Firth und Alexandra Pigg hatten während der Dreharbeiten eine kurze Romanze. 2010, knapp 25 Jahre nach den Dreharbeiten, begegneten sie einander wieder und begannen erneut eine Beziehung. Die beiden heirateten am Weihnachtsabend 2017.
Der zu Beginn seiner Karriere auf Schurkenrollen abonnierte Alfred Molina (z. B. in Jäger des verlorenen Schatzes) schaffte mit der Rolle des russischen Matrosen Sergei in dem Film Brief an Breshnev und der Rolle als Leslie Halliwell in Stephen Frears Das stürmische Leben des Joe Orton (Prick Up Your Ears) den internationalen Durchbruch.